# Pachycarpus galpinii
Pachycarpus galpinii är en oleanderväxtart som först beskrevs av Rudolf Schlechter, och fick sitt nu gällande namn av Nicholas Edward Brown. Pachycarpus galpinii ingår i släktet Pachycarpus och familjen oleanderväxter. Inga underarter finns listade i Catalogue of Life.